# Marisa Manchado
Marisa Manchado (Madrid, 1956) és una compositora espanyola de música i professora. Ha estat subdirectora general de Música i Dansa de l'Institut Nacional de les Arts Escèniques i de la Música (INAEM) a Espanya.
Després dels seus estudis en el Conservatori de Madrid, sota Carmelo Alonso Bernaola, s'ha format amb compositors com Antón García Abril, Luis de Pablo Costales, Brian Ferneyhough i Olivier Messiaen.
Entre les seves obres es troben tres òperes: El cristal de agua fría, amb llibret de Rosa Montero, Escenas de la vida cotidiana, estrenada en el Festival de Tardor de Madrid, i La Regenta (basada en la novel·la homònima de Clarín, amb llibret d'Amelia Valcárcel). El seu Concert per a fagot i orquestra Notes per a la pau, compost per encàrrec de l'Orquestra Nacional d'Espanya i amb Enrique Abargues com a solista, es va estrenar el 27 d'abril de 2012 a Madrid sota la batuta del director japonès Kazushi Ono.
L'any 2024 va rebre el Premi Nacional de Música en la modalitat de Composició per la seva òpera La Regenta.